# Apairandé
Apairandé, jedna od skupina ili plemena američkih Indijanaca iz brazilske države Amazonas, jezična porodica tupian, koji su pripadali široj skupini plemena poznatoj pod imenom Tupi-Kawahib. Stanovali su na rijeci Machado i gornjoj Maicy u susjedstvu plemena Diahói ili Odiahuibe.